# Transmisión Buchli

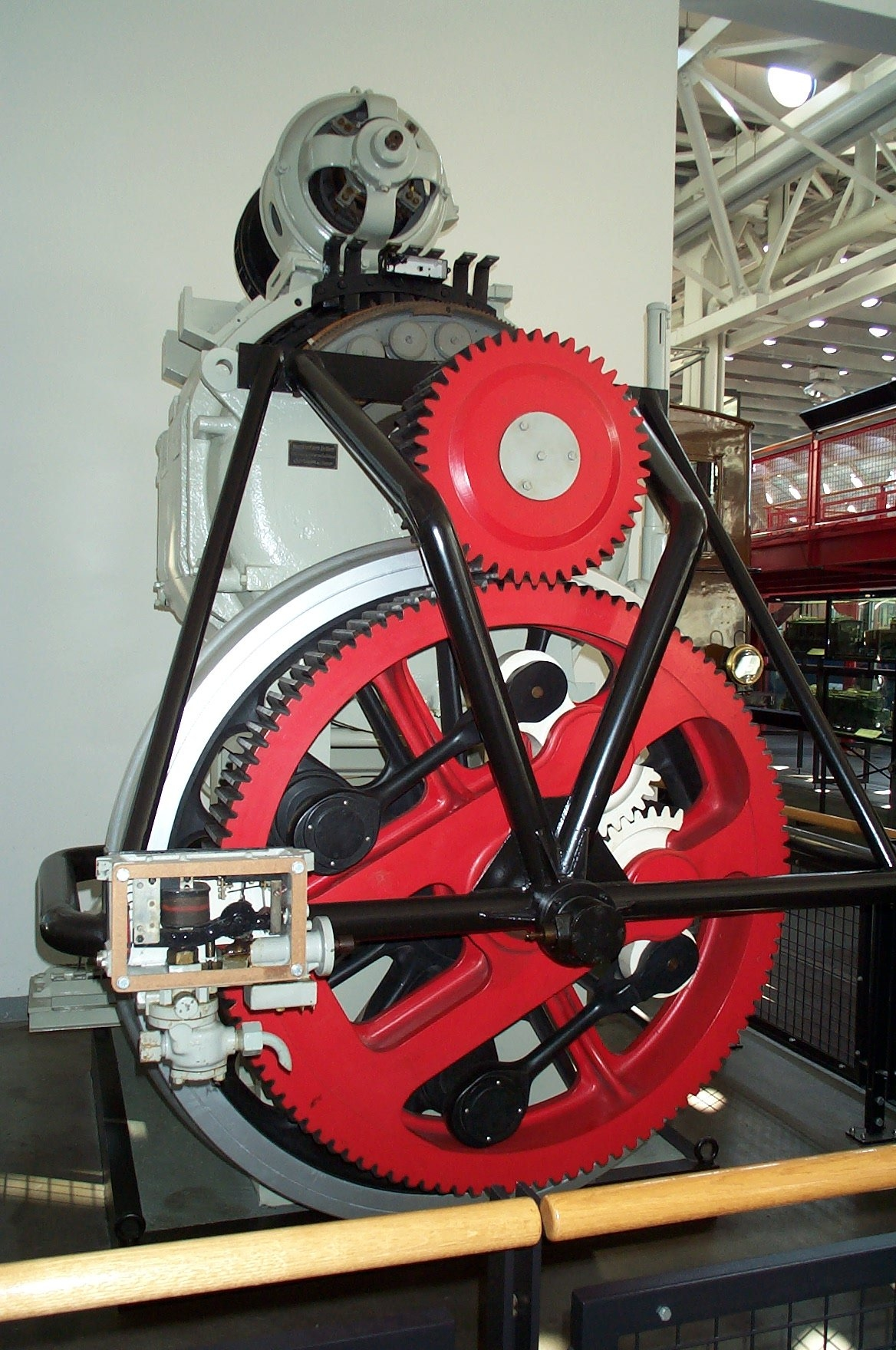
Transmisión Buchli con su bastidor interno, montada sobre un soporte

La transmisión Buchli es un sistema de accionamiento utilizado en locomotoras eléctricas. Debe el nombre a su inventor, el ingeniero suizo Jakob Buchli. Dispone de un sistema de resortes que permiten la impulsión de las ruedas de cada eje flotante propulsado por un motor eléctrico individual, pero que a su vez desligan el peso del motor de las ruedas motrices, que así pueden mantenerse más eficazmente en contacto con los carriles. 
Utilizado por primera vez en locomotoras eléctricas de la década de 1920, el accionamiento Buchli hizo posible la construcción de locomotoras más rápidas y potentes, condicionado a su vez por el uso de motores de tracción cada vez más grandes y pesados. El sistema minimiza el impacto sobre las vías del ferrocarril debido a la reducción de la masa no suspendida total. Aunque tuvo mucho éxito durante la década de 1930, se usa poco en las locomotoras modernas, habiendo sido reemplazado por unidades más pequeñas y simples con un comportamiento más equilibrado, que permiten circular a velocidades más altas. 

## Construcción

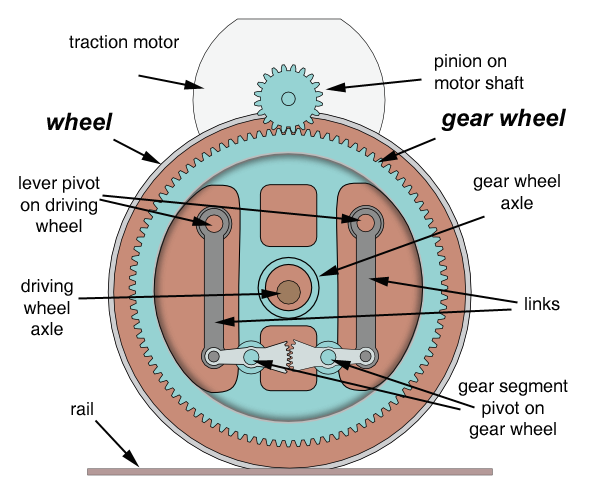
Transmisión Buchli

Cómo funciona la transmisión Buchli

En una unidad Buchli, una rueda dentada conducida se fija rígidamente al bastidor de la locomotora. Dentro de esta rueda de engranaje se localizan dos palancas, unidas a segmentos de engranaje acoplados entre sí. El otro extremo de las palancas se enlaza mediante uniones universales a barras de tensión, que a su vez se acoplan mediante más uniones universales a la rueda tractora en contacto con el carril.
El movimiento vertical de la rueda motriz da como resultado que los segmentos del engranaje se muevan debido al mecanismo interno, de forma que la rueda motriz puede moverse en una dirección horizontal o vertical con respecto a la rueda del engranaje, mientras continúa recibiendo el impulso de la rueda dentada.
Una desventaja de este accionamiento era la gran cantidad de piezas móviles, que exigían una lubricación frecuente y un mantenimiento cuidadoso. Como resultado, el sistema de transmisión Buchli se utilizó principalmente en locomotoras de trenes expresos, ya que no había otros sistemas de transmisión que ofrecieran el mismo rendimiento a altas velocidades. Sin embargo, a velocidades más altas, los componentes de la unidad se desequilibraban, causando problemas a velocidades superiores a 140 km por hora.

## Diseño estándar
El accionamiento Buchli se exportó a otras compañías ferroviarias como un motor de tracción separado, generalmente equipado con su propio bastidor interior. 
El motor, con el rodamiento del juego de ruedas, se localiza entre los discos de las ruedas motrices. La rueda dentada, que se encuentra en un bastidor auxiliar por fuera de las ruedas motrices (rodeada por una carcasa protectora), está a un lado de las ruedas motrices. Cada rueda dentada es impulsada por un motor de tracción individual, que se encuentra por encima de la rueda dentada en el cuerpo de la locomotora. 
Con esta disposición, se produce una distribución de peso fuertemente asimétrica en el bastidor inferior a través de las ruedas dentadas remotas. Para mantener la estabilidad de la locomotora en el eje longitudinal, el equipo pesado dentro del cuerpo de la locomotora debe estar dispuesto en el lado opuesto del equipo de accionamiento. 
Las locomotoras con una transmisión Buchli también suelen tener una apariencia asimétrica: por un lado, los rodamientos de las ruedas motrices son visibles, por el otro lado, están casi completamente cubiertos por la caja de la cubierta de las ruedas dentadas. 

## Otros diseños

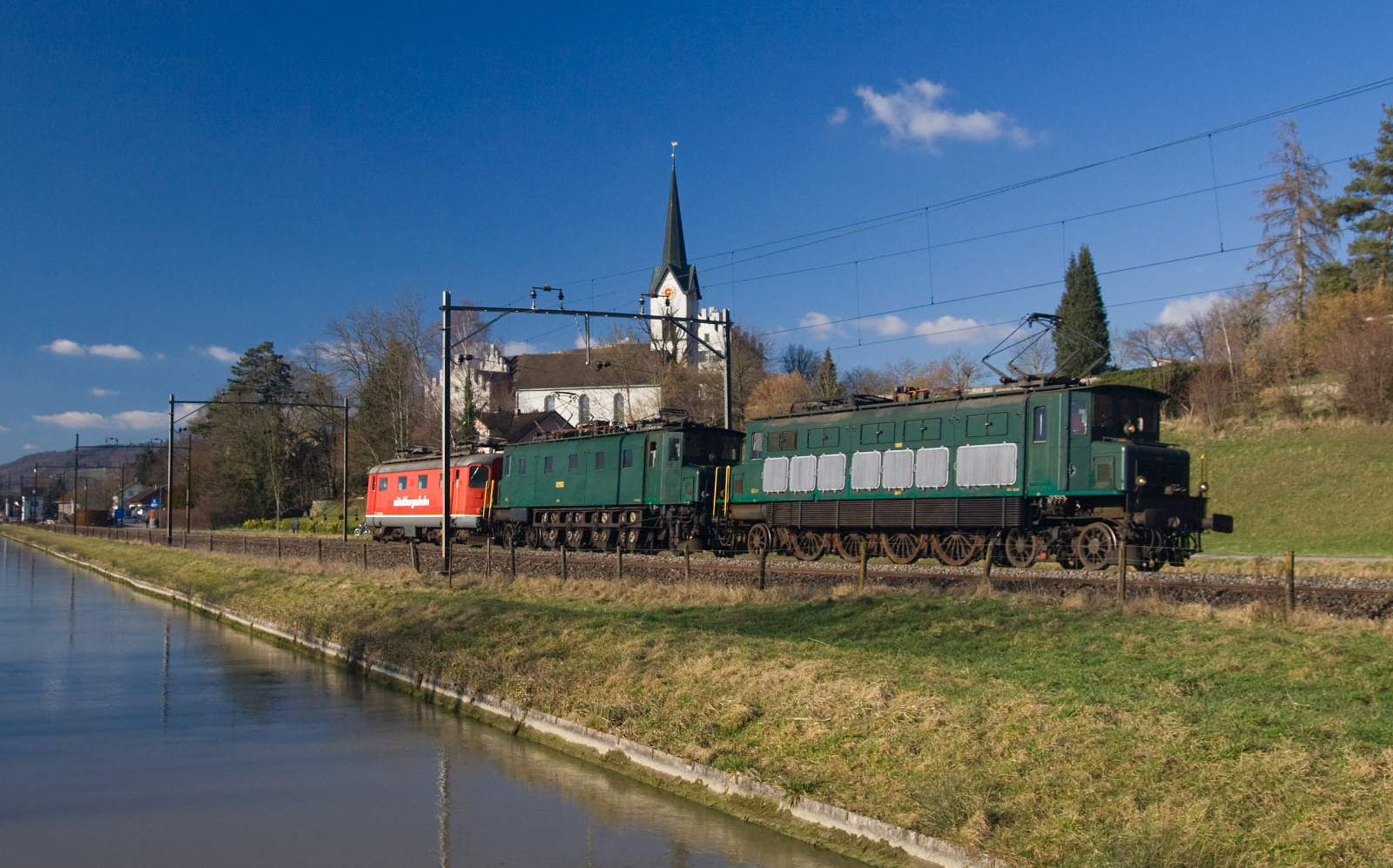
Dos Ae 4/7 en una versión de prueba en 2007. Se puede apreciar la diferencia de aspecto entre sus dos costados

Además de la disposición estándar, también se produjeron las siguientes variaciones: 

### Bastidor exterior
El bastidor del motor con la carcasa de la rueda motriz quedaba fuera de los discos de las ruedas motrices. La rueda motriz estaba encerrada en un eje hueco alojado en el espacio interior de la locomotora, sobre la que descansaba la rueda dentada. Los ejemplos incluyen el Ferrocarril de Pensilvania O1b y el Deutsche Reichsbahn ET11.01.

### Grupo de transmisión
El motor estaba dispuesto entre los ejes flotantes. Un piñón común o un piñón en ambos extremos del motor accionaba las ruedas dentadas de los ejes vecinos. La Patente USPTO n.º 1683674 describe este diseño, pero no se sabe si llegó a usarse. 

### Tracción bilateral
Cada par de ruedas motrices está acoplado con dos ruedas dentadas, y el motor tiene un piñón a cada lado. La posición de bielas situadas en el interior de las ruedas se desfasaba unos 90 grados entre sí para reducir el desequilibrio de la unidad. Sin embargo, con esta disposición, se corría el peligro de generar tensiones mecánicas excesivas en los componentes del sistema. Esta versión del accionador se utilizó en las máquinas de mayor potencia. 
Entre los ejemplos de este tipo de máquinas se incluyen las locomotoras francesas de trenes expresos: SNCF 2D2 5400, SNCF 2D2 5500, SNCF 2D2 9100. 

### Dos motores por eje
Dos motores de accionamiento funcionaban sobre la misma rueda, como en el Ferrocarril de Pensilvania O1b. 

## Locomotoras con transmisión Buchli
| País            | Compañía             | Serie                   | Número | Año de construcción | Fabricante           | Ejes                    | Uso                  | Imagen                 |
| --------------- | -------------------- | ----------------------- | ------ | ------------------- | -------------------- | ----------------------- | -------------------- | ---------------------- |
| Suiza           | SBB                  | Fb 2/5                  | 1      | 1918                | SLM, BBC             | 1’(1Bo)1’               | Locomotora de prueba |                        |
| Suiza           | SBB                  | Ae 4/8                  | 1      | 1922                | SLM, BBC             | (1’Bo1’)(1’Bo1’)        | Locomotora de prueba |                        |
| Suiza           | SBB                  | Ae 3/6I                 | 114    | 1920–1929           | SLM, BBC, MFO, SAAS  | 2’Co1’                  | Locomotora universal |                        |
| Suiza           | SBB                  | Ae 4/7                  | 127    | 1927–1934           | SLM, BBC, MFO, SAAS  | 2’Do1’ oder 2’Co(A1)    | Locomotora universal |                        |
| Suiza           | SBB                  | Ae 8/14 11801           | 1      | 1931                | SLM, BBC             | (1A)A1A(A1)+(1A)A1A(A1) | Locomotora de carga  |                        |
| Alemania        | DR                   | E 16                    | 21     | 1926–1927 1932–1933 | Krauss, BBC          | 1’Do1’                  | Trenes expresos      |                        |
| Alemania        | DR                   | ET 11 01                | 1      | 1935                | ME, BBC              | Bo’2’+2’Bo’             | Vagones              |                        |
| Francia         | État SNCF            | Etat E 501–523 2D2 5400 | 23     | 1936–1938           | Fives-Lille, CEM     | 2’Do2’                  | Trenes expresos      |                        |
| Francia         | PO SNCF              | E 501–502 2D2 5501–5502 | 2      | 1925                | SLM, BBC             | 2’Do2’                  | Trenes expresos      |                        |
| Francia         | PO SNCF              | E 503–537 2D2 5503–5537 | 35     | 1933–1935           | Fives-Lille, CEM     | 2’Do2’                  | Trenes expresos      |                        |
| Francia         | PO SNCF              | E 538–545 2D2 5538–5545 | 8      | 1938                | Fives-Lille, CEM     | 2’Do2’                  | Trenes expresos      |                        |
| Francia         | SNCF                 | 2D2 5546–5550           | 5      | 1942–1943           | Fives-Lille, CEM     | 2’Do2’                  | Trenes expresos      |                        |
| Francia         | SNCF                 | 2D2 9100                | 35     | 1950–1951           | Fives-Lille, CEM     | 2’Do2’                  | Trenes expresos      |                        |
| India           | GIPR                 | EC/1                    | 1      | 1928                | Hawthorn Leslie, BBC | 2’Co’2                  | Trenes expresos      |                        |
| Indonesia       | ESS                  | 3000                    | 2      | 1924                | SLM, BBC             | (1A)Bo(A1)              | Trenes expresos      |                        |
| Japón           | JGR                  | 7000–7001 später ED54   | 2      | 1926                | SLM, BBC             | (1A)Bo(A1)              | Trenes expresos      |                        |
| República Checa | ČSD                  | E 465                   | 2      | 1927                | Breitfeld-Daněk, BBC | 1’Do1’                  | Trenes de pasajeros  |                        |
| Brasil          | Ferrocarril Paulista | 320                     | 1      | 1932                | SLM, BBC             | 1’Do1’                  | Trenes expresos      |                        |
| Estados Unidos  | PRR                  | O1b                     | 2      | 1931                | PRR, BBC             | 1’Bo1’                  | Trenes de pasajeros  | O1 7850 mit GE-Antrieb |

## Lecturas relacionadas
- Gustav Nagel: Hierzulande ein Exot. Der Buchli-Antrieb . En: LOK MAGAZIN . Nr. 253 / Jahrgang 41/2002. GeraNova Zeitschriftenverlag GmbH München, ISSN 0458-1822 , S. 64-65.
- Werner Nef: Buchli-Oldtimer der Schweiz, 2003, ISBN 3-7654-7125-9
- Karl Sachs: Elektrische Treibfahrzeuge, 1953, Banda I, S. 298-301
- Patente USPTO n.º 1298881
- Patente alemana 304997

- Datos: Q366634
- Multimedia: Buchli Drive / Q366634